# Jaak Uudmäe
Jaak Uudmäe (nacido el 3 de septiembre de 1954 en Tallin) es un atleta estonio ya retirado que era especialista en triple salto. Consiguió la medalla de oro en los Juegos Olímpicos de Moscú de 1980.
En 1979 y 1980 fue galardonado con el premio al deportista estonio del año. En 1980 el entrenador de Jaak Uudmäe, Jaan Jürgenson, fue nominado al entrenador del año de la Unión Soviética y el propio Uudmäe al de deportista del año de la URSS.

## Palmarés
- Medalla de oro en los Juegos Olímpicos de Moscú (1980).
- Medalla de plata en los Campeonatos de Europa de Atletismo en pista cubierta en (1977 (16.46 m).
- Medalla de bronce en los Campeonatos de Europa de Atletismo en pista cubierta en 1979 (16.91 m).
- Medalla de plata en los Campeonatos de Europa de Atletismo en pista cubierta en 1980 (16.51 m).
- 5 veces campeón de Estonia en triple salto en 1976 (16.08 metros), 1978 (15.90 m), 1983 (16.08 m), 1986 (16.03 m), 1988 (15.36 m).
- 5 veces campeón de Estonia en pista cubierta en triple salto en 1975 (15.72 m), 1977 (15.98 m), 1978 (15.44 m), 1983 (16.60 m), 1985 (15.75 m).
- Campeón de Estonia en pista cubierta en salto de longitud (7.29 metros).

## Marcas
- Juegos Olímpicos de Moscú de 1980: 17.35 metros.

| Predecesor: Viktor Saneyev | Campeón Olímpico de triple salto Moscú 1980 | Sucesor: Al Joyner |

- Datos: Q707029
- Multimedia: Jaak Uudmäe / Q707029